# 6e étape du Tour d'Italie 2007
La 6e étape du Tour d'Italie 2007 a eu lieu le 18 mai dans les régions Latium et Ombrie. Le parcours de 172 kilomètres relie Tivoli, dans la province de Rome à Spoleto, dans la province de Pérouse. Elle a été remportée par le Colombien Luis Felipe Laverde, de la formation italienne Ceramica Panaria.

## Parcours
1. Profil étape : giroditalia2007.gazzetta.it
2. Profil 3D : giroditalia2007.gazzetta.it
3. Profil ascension Monte Terminillo : giroditalia2007.gazzetta.it

- (Source : La Gazzeta Dello Sport giroditalia2007.gazzetta.it)

## Récit
Prime à l'audace dans la 6e étape du Tour d'Italie. Christophe Kern (Crédit agricole) décide de jouer sa carte personnelle dans cette étape montagneuse. Il attaque au 61e kilomètre en compagnie de l'Italien Daniele Contrini (Tinkoff Credit Systems), du Colombien Luis Felipe Laverde (Panaria-Navigare), de l'Italien Marco Pinotti (T-Mobile) et du Suisse Hubert Schwab (Quick Step-Innergetic). Marco Pinotti est le plus dangereux du lot, placé à 3 min 11 s au classement général. Le bon de sortie est accordé aux cinq attaquants.
À partir de là, l'étape va se résumer en une longue procession des cinq échappés, quelques minutes devant un peloton contrôlé par les coureurs de la Liquigas. Le peloton grimpe à allure modérée, permettant à l'ensemble des concurrents de se maintenir en son sein dans les cols escaladés aujourd'hui. Danilo Di Luca se balade, déterminé à laisser son maillot de leader à l'un des cinq hommes de tête. Avec jusqu'à sept minutes d'avance, Contrini, Kern, Laverde, Pinotti et Schwab ne se posent pas de questions. Ils collaborent dans le Monte Terminillo, font les comptes dans le Forca Capistrello avant de s'expliquer dans le Forca di Cerro, la dernière difficulté de la journée. C'est ici, à 25 kilomètres de l'arrivée, que les identités du vainqueur de l'étape et du porteur du Maillot Rose vont se préciser.
En attaquant dans la portion la plus rude du col à un peu plus de 20 bornes de l'arrivée, Luis Felipe Laverde n'a que la victoire d'étape en tête. En serrant les dents pour revenir dans le sillage du Colombien, Marco Pinotti ne pense qu'au Maillot Rose. Les deux hommes trouvent un terrain d'entente et collaborent jusque dans les derniers mètres de l'étape. Après 110 kilomètres d'échappée en montagne, Marco Pinotti ne conteste pas la victoire à Luis Felipe Laverde, qui vient chercher à Spoleto sa deuxième victoire d'étape dans le Giro après un premier succès l'an passé à Domodossola. Marco Pinotti hérite du Maillot Rose, le peloton franchissant la ligne d'arrivée avec un retard de 7 min 09 s . De son côté, le Français Christophe Kern obtient une 3e place.
Samedi, retour en plaine avec une très longue 7e étape, entre Spoleto et Scarperia (254 km).

## Classement de l'étape
| \| 1. \| Luis Felipe Laverde \| Colombie \| en \| 4 h 58 min 23 s \| \| 2. \| Marco Pinotti \| Italie \| + \| m.t \| \| 3. \| Christophe Kern \| France \| \| 1 min 30 s \| \| 4. \| Hubert Schwab \| Suisse \| \| 1 min 34 s \| \| 5. \| Daniele Contrini \| Italie \| \| 3 min 45 s \| \| 6. \| Fortunato Baliani \| Italie \| \| 6 min 55 s \| \| 7. \| Alessandro Petacchi \| Italie \| \| 7 min 09 s \| \| 8. \| Alexandre Usov \| Biélorussie \| \| m.t. \| \| 9. \| Giuseppe Palumbo \| Italie \| \| m.t. \| \| 10. \| Yuriy Krivtsov \| Ukraine \| \| m.t. \| |                     |             |    |                 |
| 1. | Luis Felipe Laverde | Colombie    | en | 4 h 58 min 23 s |
| 2. | Marco Pinotti       | Italie      | +  | m.t             |
| 3. | Christophe Kern     | France      |    | 1 min 30 s      |
| 4. | Hubert Schwab       | Suisse      |    | 1 min 34 s      |
| 5. | Daniele Contrini    | Italie      |    | 3 min 45 s      |
| 6. | Fortunato Baliani   | Italie      |    | 6 min 55 s      |
| 7. | Alessandro Petacchi | Italie      |    | 7 min 09 s      |
| 8. | Alexandre Usov      | Biélorussie |    | m.t.            |
| 9. | Giuseppe Palumbo    | Italie      |    | m.t.            |
| 10. | Yuriy Krivtsov      | Ukraine     |    | m.t.            |

## Classement général
| \| 1. \| Marco Pinotti \| Italie \| en \| 23 h 44 min 32 s \| \| 2. \| Hubert Schwab \| Suisse \| + \| 3 min 30 s \| \| 3. \| Danilo Di Luca \| Italie \| \| 4 min 12 s \| \| 4. \| Franco Pellizotti \| Italie \| \| 4 min 38 s \| \| 5. \| Andrea Noè \| Italie \| \| 4 min 47 s \| \| 6. \| Vincenzo Nibali \| Italie \| \| m.t. \| \| 7. \| Luis Felipe Laverde \| Colombie \| \| 4 min 49 s \| \| 8. \| Andy Schleck \| Luxembourg \| \| 5 min 05 s \| \| 9. \| Damiano Cunego \| Italie \| \| 5 min 06 s \| \| 10. \| David Zabriskie \| États-Unis \| \| 5 min 15 s \| |                     |            |    |                  |
| 1. | Marco Pinotti       | Italie     | en | 23 h 44 min 32 s |
| 2. | Hubert Schwab       | Suisse     | +  | 3 min 30 s       |
| 3. | Danilo Di Luca      | Italie     |    | 4 min 12 s       |
| 4. | Franco Pellizotti   | Italie     |    | 4 min 38 s       |
| 5. | Andrea Noè          | Italie     |    | 4 min 47 s       |
| 6. | Vincenzo Nibali     | Italie     |    | m.t.             |
| 7. | Luis Felipe Laverde | Colombie   |    | 4 min 49 s       |
| 8. | Andy Schleck        | Luxembourg |    | 5 min 05 s       |
| 9. | Damiano Cunego      | Italie     |    | 5 min 06 s       |
| 10. | David Zabriskie     | États-Unis |    | 5 min 15 s       |

## Classements annexes
| Classement par points      | Total  |
| -------------------------- | ------ |
| Alessandro Petacchi Italie | 67 pts |
| Robbie McEwen Australie    | 54 pts |
| Robert Förster Allemagne   | 45 pts |

| Classement de la montagne   | Total  |
| --------------------------- | ------ |
| Luis Felipe Laverde Espagne | 18 pts |
| Danilo Di Luca Italie       | 15 pts |
| Riccardo Riccò Italie       | 10 pts |

| Classement du meilleur jeune | Total            | Total            |
| ---------------------------- | ---------------- | ---------------- |
| Hubert Schwab Suisse         | 23 h 48 min 02 s | 23 h 48 min 02 s |
| Vincenzo Nibali Italie       | +                | 1 min 17 s       |
| Andy Schleck Luxembourg      |                  | 1 min 35 s       |

| Classement par équipes   | Total            | Total            |
| ------------------------ | ---------------- | ---------------- |
| Ceramica Panaria Irlande | 70 h 15 min 08 s | 70 h 15 min 08 s |
| Liquigas Italie          | +                | 5 min 09 s       |
| Crédit agricole France   |                  | 5 min 24 s       |